# Emil Zehnder
Pour les articles homonymes, voir Zehnder.
Emil Zehnder, né le 22 décembre 1910 à Morat (originaire du même lieu) et mort le 10 avril 1974 à Fribourg, est une personnalité politique suisse, membre du Parti radical-démocratique.
Il est conseiller d'État du canton de Fribourg de 1959 à 1971, à la tête de la Direction de la justice, des communes et des paroisses.

## Biographie
Emil Zehnder naît le 22 décembre 1910 à Morat, dans le district fribourgeois du Lac. Il en est également originaire. Son père est électricien, sa mère est née Eicher.
Il est marié et père de trois enfants.
Il meurt le 10 avril 1974 à l'Hôpital cantonal de Fribourg d’une grave affection cardiaque.

## Sources
- Documents officiels, presse, notamment Gérard Glasson, La Gruyère, 13.4.1974.

## Liens
- Notice dans un dictionnaire ou une encyclopédie généraliste :   - Dictionnaire historique de la Suisse
- Notices d'autorité :   - VIAF
  - GND